# Cal Xicomèdia
Cal Xicomèdia és una masia del Prat de Llobregat (Baix Llobregat) inclosa a l'Inventari del Patrimoni Arquitectònic de Catalunya.

## Descripció
Masia amb estructura que correspon a la tipologia 2.I de l'esquema de Danés i Torras. Consta de planta baixa, pis i golfes, amb teulada de teula àrab a dues vessants. Té orientada la façana al costat del mar, igualment com la major part de les masies de la Marina. Els murs combinen el maó i la pedra (arrebossats a la façana i vist a les ales) i a les parts més baixes, sobretot les del darrere, es veuen filades de pedra mal escairada amb argamassa que devien correspondre a una primera etapa constructiva de l'edifici.

## Història
Esmentada a la Consueta Parroquial de la primera meitat del segle xix amb el nom de "Cal Xi c de la Comèdia". Va pertànyer a la família Sigalés, que prové de la primera meitat del segle xvii.